# Hüttenfeld (Bergisch Gladbach)
Hüttenfeld ist ein Ortsteil im Stadtteil Refrath von Bergisch Gladbach.

## Geschichte
Der ursprüngliche Siedlungsname Hüttenstraße wurde im Rahmen der kommunalen Neugliederung 1974 durch das Köln-Gesetz in Hüttenfeld geändert, weil es im Stadtteil Heidkamp an der Zinkhütte ebenfalls eine Hüttenstraße gab. Die ursprüngliche Benennung erfolgte in Anlehnung an die alte Gewannbezeichnung Auf der Hüttenstrasse, die das Urkataster im Bereich des heutigen Hüttenfeld verzeichnet. Der Flurname nahm Bezug auf die hochmittelalterliche Hofstelle Hüttengut.
Für das Bestimmungswort Hütten gibt es zwei unterschiedliche Deutungen. Erstens kann es sich um eine Hütte entsprechend der mittel- und neuhochdeutschen Bedeutung für eine ziemlich bescheidene Behausung handeln. Zweitens kann Hütte in Flurnamen mit Huck bedeutungsgleich gesetzt werden (vom althochdeutschen „hako“ bzw. mittelhochdeutschen „hake“ =Haken, in einem spitzen Winkel). Dann würde es sich um die Formbezeichnung eines Ackers handeln.